# Минијатурна књига
Минијатурна књига је веома мала књига - тешко је дефинисати шта је минијатурна књига јер је она различито схватана у различитим епохама и земљама. У принципу минијатурном књигом се сматрају књиге чија је висина, ширина и дебљина мања од 10 cm. Ове књиге су настале из два разлога: биле су практичне за ношење и чување. На пример верници су могли увек носити молитвеник, они који су ширили забрањена учења су их лако могли сакрити, трговци су могли консултовати упутства о цени житарица, мерним јединицама, конверзији и вредности у страним валутама. Први примерци таблица малих формата које садрже податке о трговини и администрацији настале су у Вавилонском царству и Месопотамији. Још један пример минијатуре је прво штампано дело на свету Dharani en.